# Robert Maah
Robert Maah, né le 25 mars 1985 à Paris (Île-de-France), est un footballeur français qui évolue au poste d'attaquant. Jeune joueur du Stade lavallois, il découvre le monde du football professionnel en Italie, connaissant différents clubs au cours des neuf années passés dans ce pays, avec un intermède en Belgique. Après un passage en Roumanie au CFR Cluj avec lequel il découvre la Ligue Europa, il effectue son retour en France avec l'US Orléans, avant de s'expatrier en Turquie pour une année, puis de terminer sa carrière en France, entre la Ligue 2 avec le Gazélec Ajaccio et le National, avec l'Union sportive Boulogne Côte d'Opale, ou il termine deuxième meilleur buteur de National en 2019, et le Stade lavallois, son club formateur.

## Biographie

### Enfance et formation au Stade lavallois
D'origine camerounaise, Robert Emmanuel Maah grandit en région parisienne à Vigneux-sur-Seine et fait ses débuts au football à Montgeron, puis arrive au centre de formation du Stade lavallois en 2002. Scolarisé au Lycée Ambroise-Paré en section sport-études, il remporte en janvier 2003 avec Anthony Gonçalves le Challenge Jean-Leroy (championnat de France cadets UNSS) à Clairefontaine, et reçoit le trophée des mains d'Aimé Jacquet. Avec le Stade Lavallois, il alterne cette saison-là entre l'équipe C en DRH et les 18 ans Nationaux coachés par Joël Fréchet. En Championnat national des 18 ans, il affronte notamment le Stade Rennais de Jimmy Briand en septembre 2002. Il fait partie de l'épopée lavalloise en Coupe Gambardella en 2003 avec ses coéquipiers Mehdi Lacen et Rémi Gomis, futurs internationaux. Après un but en 32e de finale, il est l'auteur du but égalisateur lors de la victoire 2-1 de Laval en 16e contre le Paris Saint-Germain de Franck Dja-Djedje, Chigui Lucau et Ruddy Haddad, buteur ce jour-là. En huitièmes de finale, il réussit son tir au but lors de la qualification de Laval contre le LOSC de Nicolas Fauvergue qui ouvrit la marque. L'aventure s'arrête en quarts de finale contre le RC Strasbourg d'Habib Bellaïd et Eric Mouloungui, malgré les 1500 spectateurs présents ce jour-là à Le Basser.
La saison suivante il effectue une dernière année en Nationaux 18 ans aux côtés d'Anthony Gonçalves, y marquant 9 buts, et alterne avec l'équipe B en CFA2 et l'équipe C en DSR.

### Carrière en Italie
Non conservé par le Stade Lavallois, et en particulier par Denis Zanko qui ne compte pas sur lui, il est contraint de quitter le club à l'été 2004. Lors d'un tournoi, il est remarqué par l'AS Bari. Il s'engage en 2005 avec l'AS Bari pour un contrat professionnel de quatre ans, il fait ses débuts en Serie B, le 17 septembre 2005 contre le Calcio Catane (défaite 0-2), où il rentre à la 78e minute à la place de Biagio Pagano. Le 17 décembre 2005, il marque son premier but chez les professionnels, contre le Hellas Vérone (1-1). Durant le mercato d'hiver, il est prêté en Serie C1 à Ravenne Calcio.
En janvier 2007, il rejoint l'AC Pro Sesto en Serie C1. Après deux saisons, il compte 51 matchs et quinze buts sous les couleurs du Pro Sesto.
En janvier 2009, il signe à l'US Grosseto, afin de rejouer en Serie B. Avec l'équipe toscane, il joue seulement quatre matchs dont un comme titulaire.
À l'été 2009, il signe pour l'Excelsior Mouscron, une équipe de première division belge. Durant la saison 2009-2010, il joue douze matchs et marque deux buts avant que le club de Mouscron ne soit mis en liquidation en cours de championnat. Le staff et les joueurs sont licenciés. Il est sans club en décembre 2009.
Le 12 février 2010, il rejoint le Calcio Côme en Serie C1. Il débute le 21 février 2010, contre l'Alexandrie Calcio. Deux semaines plus tard, il fait ses débuts en tant que titulaire contre le Pro Patria mais il se blesse à la cuisse dans les dernières minutes de la partie. Il revient un mois plus tard dans le match contre Paganese Calcio, où il fait une rechute de sa blessure précédente et il ne rejoue plus de la saison. En août 2010, il reprend l'entraînement avec Côme. Le 26 septembre 2010, il marque son premier but avec Côme contre Spezia Calcio (1-1). À la fin de la saison, avec 8 buts en 30 matchs joués, il est le meilleur buteur de son équipe.
Le 4 juillet 2011, il rejoint l'AS Cittadella qui évolue en Serie B, et y reste pendant deux saisons pour 48 matchs et neuf buts en Serie B.
Le 17 janvier 2013, il rejoint le championnat de Roumanie du CFR Cluj. Le 26 mai 2013, il marque deux buts contre l'Astra Giurgiu et 29 mai, il fait un hat-trick contre l'Universitatea Cluj et joue deux matchs en Ligue Europa. Après une saison et demie, il compte 35 matchs sous les couleurs du CFR Cluj.

### Retour en France
Le 21 juillet 2014, il s'engage avec l'US Orléans pour la saison 2014-2015 en Ligue 2. Il fait ses débuts en Ligue 2, le 8 août 2014 contre l'AS Nancy-Lorraine (défaite 0-1), où il rentre à la 66e minute à la place de Loïc Loval-Landré. Le 12 septembre 2014, il marque son premier but en permettant à son équipe d'égaliser à la dernière minutes (90 min) contre le Stade Lavallois (nul 1-1). Il termine la saison en ayant disputé trente-deux matchs en Ligue 2, pour sept buts, mais son club termine dix-huitième et descend.
À la suite de la relégation de l'US Orléans en National, il part en Turquie ou il évolue durant une saison sous les couleurs de Göztepe SK. Il revient en France au Gazélec Ajaccio pour la saison 2016-2017. Durant cette saison, il marque notamment le but de l'égalisation contre le RC Strasbourg après son entrée en jeu (1-1) lors de la cinquième journée, inscrit un doublé qui offre la victoire à son équipe contre le Red Star lors de la quatorzième journée (2-1) et marque un but et délivre deux passes décisives contre l'AC Ajaccio lors de la dix-huitième journée (4-1). Il termine la saison en ayant pris part à vingt-sept rencontres de Ligue 2, pour sept buts. Il commence sa deuxième saison à Ajaccio et prend part à cinq matchs, avant d'être licencié par le club en octobre 2017.
Sans club, il reste plusieurs mois au chômage, effectue sa préparation estivale avec l'UNFP, avant de signer sur la fin du mercato estival avec l'US Boulogne, où il retrouve Olivier Frapolli, qu'il avait connu à Orléans. En National, il réalise une excellente saison, marquant quatorze buts en vingt-sept rencontres, dont une incroyable série en fin de saison, avec huit buts lors des quatre derniers matchs. Il marque ainsi un doublé contre l'US Quevilly-Rouen (victoire 2-1), un penalty contre l'US Concarneau (1-1), un triplé contre Bourg-en-Bresse Péronnas (2-4) et un dernier doublé pour offrir la victoire à son club pour son dernier match au stade de la Libération face à la JA Drancy (2-1). Il termine deuxième meilleur buteur de la saison 2018-2019 de National derrière Kévin Rocheteau, tandis que son club obtient une belle sixième place.
Il annonce son départ du club à l'issue de ce match, souhaitant évoluer en Ligue 2 pour la prochaine saison. Débuit juillet, il s'engage finalement avec le Stade lavallois, son ancien club formateur qui évolue en National. Il y retrouve une fois de plus Olivier Frapolli, qui le connaît parfaitement et a œuvré pour sa venue. Non conservé par le Stade lavallois, il signe en juin 2020 au Luxembourg, à l'Union Titus Pétange, où il joue la Ligue Europa.

## Vie privée
Il est marié et père de deux filles.

## Statistiques
| Saison                | Club                  | Championnat           | Championnat | Championnat | Coupe nationale | Coupe nationale | Coupe de la Ligue | Coupe de la Ligue | Compétition(s) continentale(s) | Compétition(s) continentale(s) | Compétition(s) continentale(s) | Total | Total |
| Saison                | Club                  | Division              | M.          | B.          | M.              | B.              | M.                | B.                | Comp.                          | M.                             | B.                             | M.    | B.    |
| 2005-2006             | AS Bari               | Serie B               | 9           | 1           | 2               | 0               | -                 | -                 | -                              | -                              | -                              | 11    | 1     |
| 2006                  | Ravenne Calcio        | Serie C1              | 10          | 1           | 2               | 0               | -                 | -                 | -                              | -                              | -                              | 12    | 1     |
| 2006-2007             | AC Pro Sesto          | Serie C1              | 13+2        | 3+1         | -               | -               | -                 | -                 | -                              | -                              | -                              | 15    | 4     |
| 2007-2008             | AC Pro Sesto          | Serie C1              | 20          | 7           | 3               | 0               | -                 | -                 | -                              | -                              | -                              | 23    | 7     |
| 2008-2009             | AC Pro Sesto          | Serie C1              | 18          | 5           | 2               | 0               | -                 | -                 | -                              | -                              | -                              | 20    | 5     |
| 2008-2009             | US Grosseto           | Serie B               | 4           | 0           | -               | -               | -                 | -                 | -                              | -                              | -                              | 4     | 0     |
| 2009-2010             | Excelsior Mouscron    | Jupiler League        | 12          | 2           | -               | -               | -                 | -                 | -                              | -                              | -                              | 12    | 2     |
| 2009-2010             | Calcio Côme           | Serie C1              | 3           | 0           | -               | -               | -                 | -                 | -                              | -                              | -                              | 3     | 0     |
| 2010-2011             | Calcio Côme           | Serie C1              | 30          | 8           | -               | -               | -                 | -                 | -                              | -                              | -                              | 30    | 8     |
| 2011-2012             | AS Cittadella         | Serie B               | 33          | 7           | 2               | 0               | -                 | -                 | -                              | -                              | -                              | 35    | 7     |
| 2012-2013             | AS Cittadella         | Serie B               | 15          | 2           | 3               | 0               | -                 | -                 | -                              | -                              | -                              | 18    | 2     |
| 2013                  | CFR Cluj              | Liga I                | 13          | 5           | 2               | 0               | -                 | -                 | C3                             | 2                              | 0                              | 17    | 5     |
| 2013-2014             | CFR Cluj              | Liga I                | 17          | 3           | 1               | 0               | -                 | -                 | -                              | -                              | -                              | 18    | 3     |
| 2014-2015             | US Orléans            | Ligue 2               | 32          | 8           | 2               | 2               | 1                 | 1                 | -                              | -                              | -                              | 35    | 11    |
| 2015-2016             | Göztepe SK            | 1.Lig                 | 20          | 0           | 2               | 0               | -                 | -                 | -                              | -                              | -                              | 22    | 0     |
| 2016-2017             | GFC Ajaccio           | Ligue 2               | 27          | 7           | 2               | 0               | -                 | -                 | -                              | -                              | -                              | 29    | 7     |
| 2017-2018             | GFC Ajaccio           | Ligue 2               | 5           | 0           | -               | -               | 1                 | 0                 | -                              | -                              | -                              | 6     | 0     |
| 2018-2019             | US Boulogne           | National              | 27          | 14          | 1               | 1               | 0                 | 0                 | -                              | -                              | -                              | 28    | 15    |
| 2019-2020             | Stade lavallois       | National              | -           | -           | -               | -               | -                 | -                 | -                              | -                              | -                              | 0     | 0     |
| Total sur la carrière | Total sur la carrière | Total sur la carrière | 310         | 60          | 20              | 3               | 2                 | 1                 | -                              | 2                              | 0                              | 334   | 64    |